# Der Kraftmeier
Der Kraftmeier è un cortometraggio muto del 1915 diretto e interpretato da Ernst Lubitsch.

## Trama
Una patata da forno sottile acquista un tonico che gli conferisce una forza inaspettata. Grazie alla sua nuova forza, rompe il pavimento della sua stanza, poi cade e finisce in Africa. In seguito si libera della suocera non amata e finisce con sua moglie in un camino che è stato distrutto dalla sua caduta.

## Produzione
Il film fu prodotto dalla Projektions-AG »Union« (PAGU) (Berlin).

## Distribuzione
Il visto di censura del novembre 1915 ne proibiva la visione ai minori.